# Waldemar Gil
Waldemar Mikołaj Gil (ur. 6 grudnia 1951 w Zamościu) – polski inżynier i samorządowiec, działacz opozycji demokratycznej w okresie PRL. W latach 1990–1994 prezydent Stargardu Szczecińskiego, od 2006 do 2014 starosta stargardzki, w latach 2017–2018 wicestarosta tego powiatu.

## Życiorys

### Wykształcenie i działalność do 1989
W 1970 został pracownikiem Lokomotywowni Głównej PKP w Stargardzie Szczecińskim. W trakcie wydarzeń grudniowych w 1970 wziął udział w demonstracji w Zarządzie Portu Szczecin. W latach 1971–1984 pracował w Zakładach Naprawczych Taboru Kolejowego (ZNTK). W 1977 ukończył studia na Wydziale Budowy Maszyn Politechniki Poznańskiej. W okresie wydarzeń sierpniowych w 1980 był uczestnikiem protestu solidarnościowego ze stoczniowcami w swoim zakładzie pracy, brał udział w zredagowaniu postulatów pracowniczych. Od września 1980 członek „Solidarności”, został przewodniczącym komisji zakładowej związku w ZNTK oraz członkiem prezydium Międzyzakładowej Komisji Koordynacyjnej w Stargardzie Szczecińskim. W listopadzie tego samego roku był sygnatariuszem porozumienia „Solidarności” z ministrami komunikacji oraz pracy i polityki społecznej. Wiosną 1981 został przewodniczącym podregionu „Solidarności” w Stargardzie Szczecińskim, a także członkiem prezydium międzyzakładowego porozumienia pracowników ZNTK w Polsce do spraw realizacji kwestii związkowych. Na przełomie czerwca i lipca tego samego roku był delegatem na I Walne Zebranie Delegatów Regionu NSZZ „Solidarność” Pomorza Zachodniego. W we wrześniu sygnował deklarację ideową Klubów Służby Niepodległości. Jesienią tego samego roku był delegatem na I Krajowy Zjazd Delegatów„Solidarności” w Gdańsku.
Po wprowadzeniu stanu wojennego został członkiem Regionalnego Komitetu Strajkowego „Solidarności” w Szczecinie, był współzałożycielem, redaktorem i grafikiem podziemnego pisma „CDN”. W latach 1984–1985 pracował jako elektromechanik w prywatnym zakładzie rzemieślniczym w Stargardzie Szczecińskim. Do 1988 był właścicielem zakładu ślusarskiego, później kontynuował prowadzenie własnej działalności gospodarczej. W 1989 objął funkcję przewodniczącego miejskiego Obywatelskiego Komitetu Porozumiewawczego (związanego z KO), był w tymże roku odpowiedzialny za kampanię wyborczą Artura Balazsa do Sejmu.

### Działalność od 1989
W 1990 został radnym Stargardu Szczecińskiego, w tym samym roku wybrano go na urząd prezydenta miasta. Stanowisko to zajmował do 1994, w wyborach w tymże roku po raz drugi uzyskał mandat radnego. Obejmował następnie dyrektorskie funkcje w spółkach prawa handlowego. Od 1996 do 2004 był prezesem zarządu Przedsiębiorstwa Usług Ciepłowniczych w Stargardzie Szczecińskim, a później konsultantem w tym przedsiębiorstwie. W wyborach samorządowych w 1998 został ponownie wybrany radnym miasta, kandydując z ramienia Akcji Wyborczej Solidarność, uzyskał wówczas 560 głosów.
W 2002 wstąpił do Platformy Obywatelskiej. W wyborach samorządowych w tym samym roku został wybrany na radnego powiatu stargardzkiego, kandydując z listy KWW Platforma Samorządowa i otrzymując 372 głosy (7,08%). W 2006 z ramienia PO uzyskał ponownie mandat radnego powiatu z wynikiem 611 głosów (10,55%). 7 grudnia tego samego roku został wybrany na starostę powiatu (za jego kandydaturą głosowało 19 radnych, 3 osoby wstrzymały się od głosu, a 1 była przeciw). Zastąpił na tej funkcji Krzysztofa Ciacha. W wyborach w 2010 utrzymał mandat radnego, będąc kandydatem PO i uzyskując 732 głosy (12,49%). W grudniu tego samego roku ponownie został wybrany na starostę. W wyborach samorządowych w 2014 zarejestrował swój własny komitet pod nazwą Bezpartyjni KWW Waldemara Gila – Liga Powiatu Stargardzkiego. Z jego ramienia uzyskał reelekcję do rady powiatu, otrzymując 391 głosów (7,82%). 1 grudnia tego samego na funkcji starosty zastąpił go Ireneusz Rogowski. W kwietniu 2017 Waldemar Gil został wicestarostą w zarządzie Iwony Wiśniewskiej, funkcję tę pełnił do końca V kadencji samorządu powiatowego w 2018.

## Odznaczenia
- Krzyż Wolności i Solidarności (2015)[12]
- Srebrny Medal „Za zasługi dla obronności kraju" (1992)[1]